# Jermaine Boyette
Jermaine Jamar Boyette (ur. 7 grudnia 1978 w Hammond) – amerykański koszykarz, występujący na pozycji rozgrywającego.
W 2004 i 2005 reprezentował Utah Jazz podczas rozgrywek letniej lig NBA.

## Osiągnięcia
Na podstawie, o ile nie zaznaczono inaczej.
NCAA
- Uczestnik turnieju NCAA (2003)
- Mistrz:
  - turnieju konferencji Big Sky (2003)
  - sezonu regularnego Big Sky (2003)
- Koszykarz roku konferencji Big Sky (2003)
- MVP turnieju Big Sky (2003)
- Zaliczony do I składu:
  - Big Sky (2002, 2003)
  - turnieju Big Sky (2002, 2003)
- Lider Big Sky w:
  - średniej:
    - punktów (17,1 – 2002, 20,5 – 2003)
    - przechwytów (2,2 – 2001, 2,1 – 2002)

  - skuteczności rzutów za 2 punkty (60,9% – 2003)
  - liczbie:
    - punktów (497 – 2002, 657 – 2003)
    - przechwytów (62 – 2002)
    - celnych rzutów wolnych (135 – 2002, 228 – 2003)
    - oddanych rzutów wolnych (185 – 2002, 283 – 2003)

Drużynowe
- Mistrz USBL (2005)

Indywidualne
- MVP finałów USBL (2005)
- Zaliczony do:
  - I składu USBL (2005)
  - II składu USBL (2004)
- Lider USBL w skuteczności rzutów za 3 punkty (2004)